# Orthotrichum diaphanum
Orthotrichum diaphanum, das Hauchdünne Goldhaarmoos, ist ein besonders in der Nähe menschlicher Siedlungen häufiges Moos, das an Baumrinde und auf Steinen wächst. Es unterscheidet sich von den anderen Arten der Gattung Orthotrichum durch die hyaline Glasspitze.

## Vorkommen
Das Moos besiedelt die Rinde lebender Bäume und ist auch häufig auf Gestein zu finden. Es handelt sich um eine auf der gesamten Nordhemisphäre verbreitete Art, die nitrophile (stickstoffreiche) Standorte liebt. Sie kommt disjunkt auch im südlichen Südamerika vor. Die Art tritt heute besonders in der Nähe des Menschen auf. Derzeit ist es besonders in den Städten in starker Ausbreitung begriffen. Es gilt als eines der häufigsten heimischen epiphytischen Laubmoose. Gegen Schwefeldioxid (SO2) ist es anders als andere Orthotrichum-Arten relativ resistent.

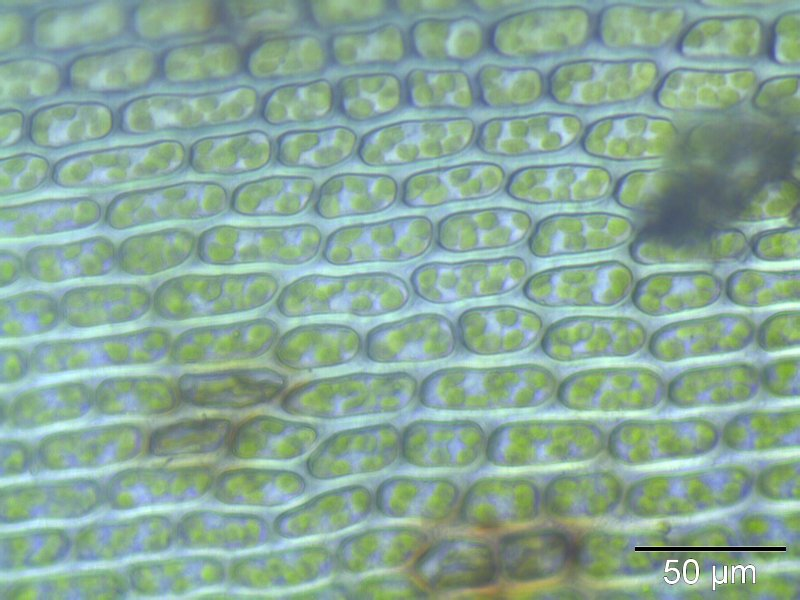
Laminazellen bei einer Vergrößerung von 400×
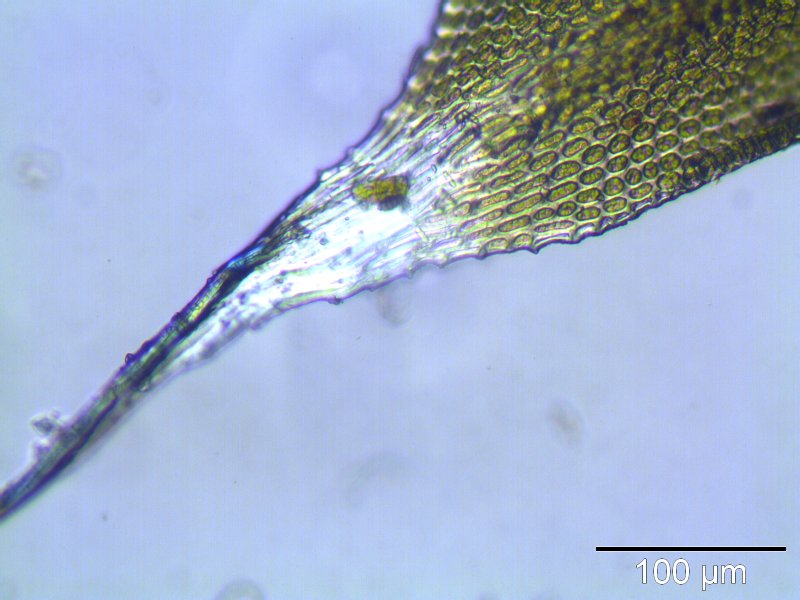
hyaline Glasspitze bei einer Vergrößerung von 250×
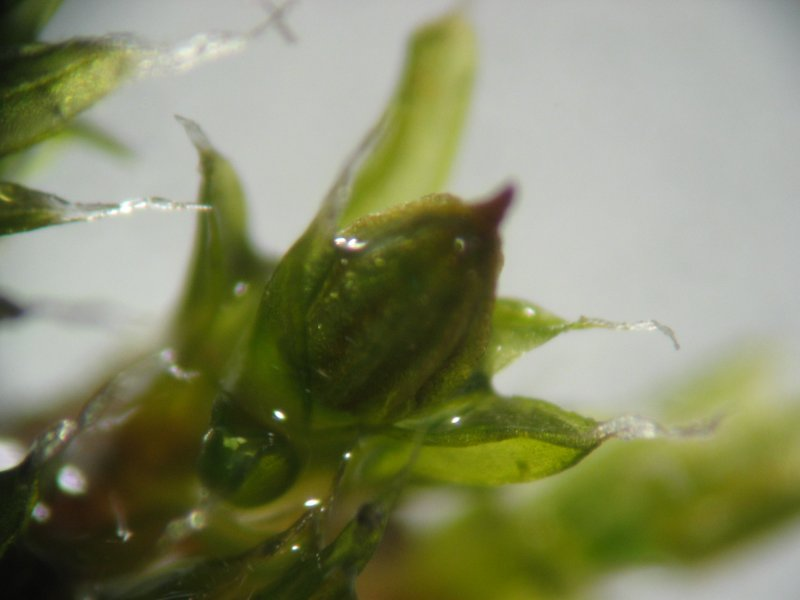
in die Blätter eingesenkte Kapsel bei einer Vergrößerung von 30×

## Merkmale
Das Moos bildet bis 1 cm hohe Polster aus. Es besitzt oval-elliptische Blätter, deren Blattränder zurückgerollt sind. Die Mittelrippe endet vor der Blattspitze und läuft in eine deutlich hyaline (durchschimmernde) Glasspitze aus. Die Kapsel ist fast ganz in die Blätter eingesenkt. Im trockenen Zustand weist sie acht deutliche Furchen auf.